# Axel Christen Højberg Christensen
Axel Christen Højberg Christensen, född 5 april 1888, död 10 juli 1972, var en dansk skolman.
Axel Christen Højberg Christensen blev filosofie doktor 1918, var rektor för Ordrups gymnasium 1921–1927 och blev undervisningsinspektör för gymnasieskolorna. Højberg Christensen var den drivande kraften vid utformandet av 1935 års reformerade undervisningsplan för gymnasierna. Han blev 1940 styrelseledamot i dansk-tyska föreningen och var 1942–1945 undervisningsminister i Erik Scavenius' regering.

## Utmärkelser
- Riddare av Dannebrogorden,  1930[2]
- Dannebrogsmännens hederstecken,  1935[2]
- Kommendör av Dannebrogorden,  1940[2]
- Kommendör av första graden av Dannebrogorden,  1953[2]

[Redigera Wikidata]